# Nguyễn Văn Tuyên (võ tướng)

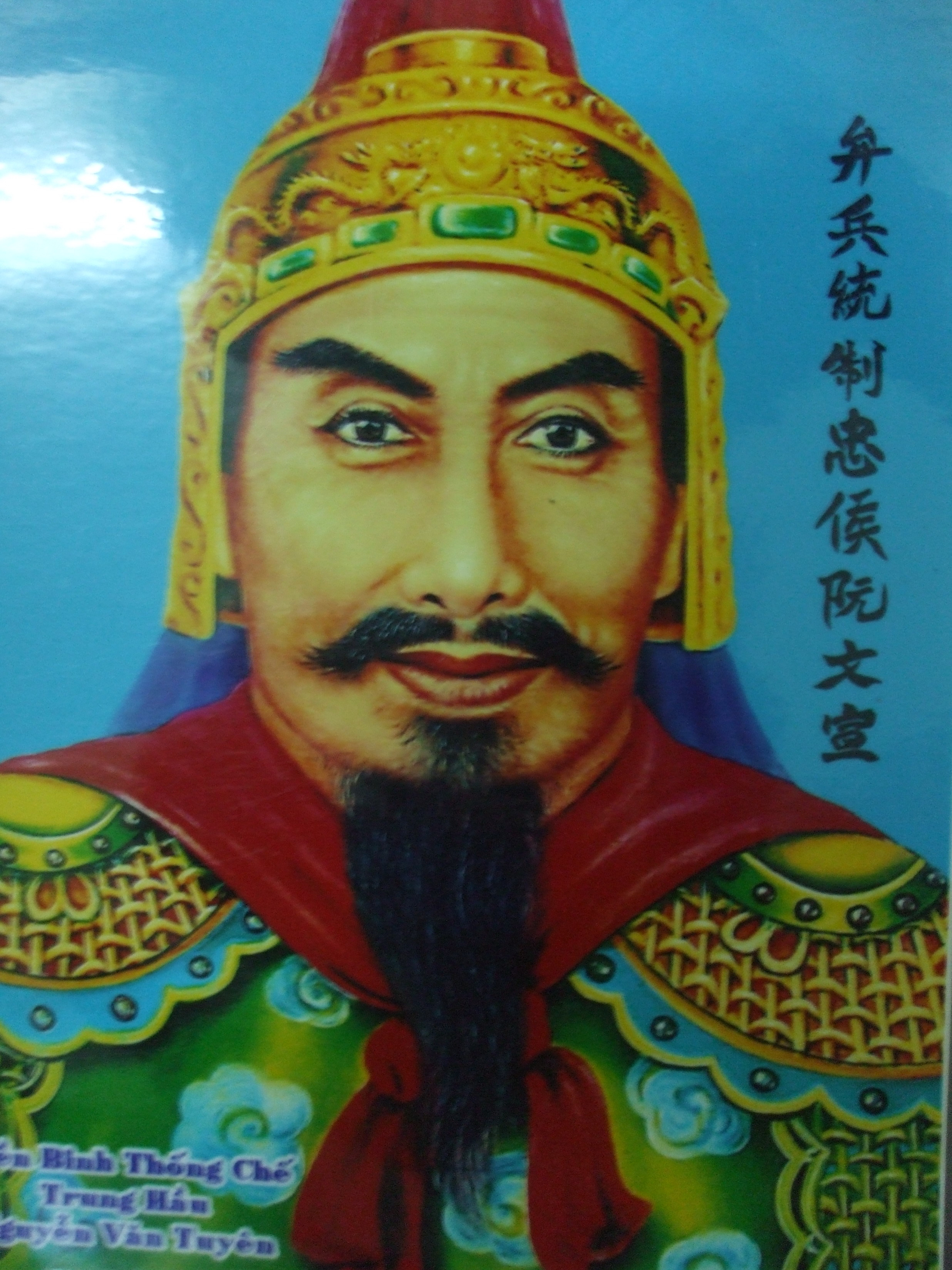
Tuyên Trung Hầu (ảnh thờ)

Nguyễn Văn Tuyên (chữ Hán: 阮文宣) hay Phan Văn Tuyên (潘文諠, 1763-1831) là một võ tướng nhà Nguyễn, được phong tước Tuyên Trung hầu.
Ông là người có nhiều công lao, song nổi bật nhất là việc giúp Thoại Ngọc Hầu chỉ huy quân dân đào kênh Vĩnh Tế (Châu Đốc, An Giang), khiến việc mở mang, khai phá nhiều vùng đất phía Tây Nam Việt Nam được thêm thuận lợi.

## Thân thế
Nguyễn Văn Tuyên thường được gọi là Tuyên Trung Hầu, là người gốc họ Phan, nguyên quán ở làng Kiêm Toàn, huyện Phú Xuân thuộc Thừa Thiên Huế.
Ông là con trai của ông Phan Văn Hậu và bà Võ Thị Đức. Sau có công, ông được ban quốc tính (họ nhà vua), cho nên sử ghi là Nguyễn Văn Tuyên, tước Tuyên Trung hầu.. Ông là tướng nhà Nguyễn, trải qua hai triều Gia Long và Minh Mạng.
Do quê hương của ông liên tiếp đắm chìm trong các cuộc giao tranh giữa Trịnh-Nguyễn, rồi giữa Tây Sơn với chúa Nguyễn, nên gia đình ông phải lánh vào Gia Định, Sa Đéc, rồi cuối cùng định cư ở thôn Mỹ An, phủ Tân Thành, huyện Vĩnh An, tỉnh An Giang (nay thuộc huyện Lấp Vò, tỉnh Đồng Tháp), vì thế sách Đại Nam nhất thống chí liệt truyện ghi tên ông vào mục "An Giang nhân vật" (Quyển 17, tờ 14b).

## Sự nghiệp
Năm Mậu Thân (1788), Nguyễn Văn Tuyên theo phò chúa Nguyễn Phúc Ánh khi 25 tuổi. Ông giỏi võ và có tài điều binh. Sau nhiều năm xông pha trận mạc, ông lần lượt giữ nhiều chức vụ như: Thần sách quân hổ oai vệ úy, Chấn võ quân nhất bảo vệ úy, Khâm sai Chưởng cơ (1802), Thống chế (1816).
Mùa đông năm Kỷ Mão (1819), hợp sức với Thoại Ngọc Hầu phụ trách việc đào kênh Vĩnh Tế.
Năm 1822, ông được giao làm trấn thủ Biên Hòa rồi trấn thủ Định Tường kiêm Khâm sai thuộc nội chưởng cơ. Sau đó được bổ nhiệm làm trấn thủ Vĩnh Thanh
Khoảng năm 1824 đến năm 1828, ông được cử cai quản biền binh Gia Định thành, và khi Tả quân Lê Văn Duyệt có việc về kinh đô Huế, ông được cử quyền nhiếp chính Tổng trấn Gia Định Thành.
Năm 1829, sau khi Thoại Ngọc Hầu lâm trọng bệnh và mất. Năm sau, Nguyễn Văn Tuyên được cử thay thế, sắc phong nguyên chức là "Thống chế cai quản biền binh, Bảo Hộ Cao Miên quốc ấn, kiêm án thủ Châu Đốc đồn kiêm quản Hà Tiên trấn biên vụ", nên còn có tên là Bảo Hộ Tuyên.
Giữ chức được hơn một năm, vào ngày 28 tháng 5 năm Tân Mão (1831), ông lâm trọng bệnh rồi mất tại Châu Đốc, thọ 68 tuổi, được đưa về an táng tại thôn Mỹ An, để lại một vợ và bốn con.
Do phần mộ ông nằm gần đoạn sông bị sạt lỡ, nên ngày 15 tháng 5 năm 1971 dòng tộc ông đã cải táng ông về xã Mỹ An Hưng A (thuộc huyện Lấp Vò, tỉnh Đồng Tháp), và xây dựng một khu lăng mộ mới rất khang trang.
Đến nay gia phả, sắc phong, chiếu chỉ, công văn có dấu triện các vua Nguyễn, được gia đình giữ gìn khá nguyên vẹn. Mỗi năm vào ngày giỗ 27-28 tháng 5 âm lịch, nhiều dân chúng gần xa tìm đến đền và lăng mộ để lễ bái.

## Ảnh khu lăng mộ mới

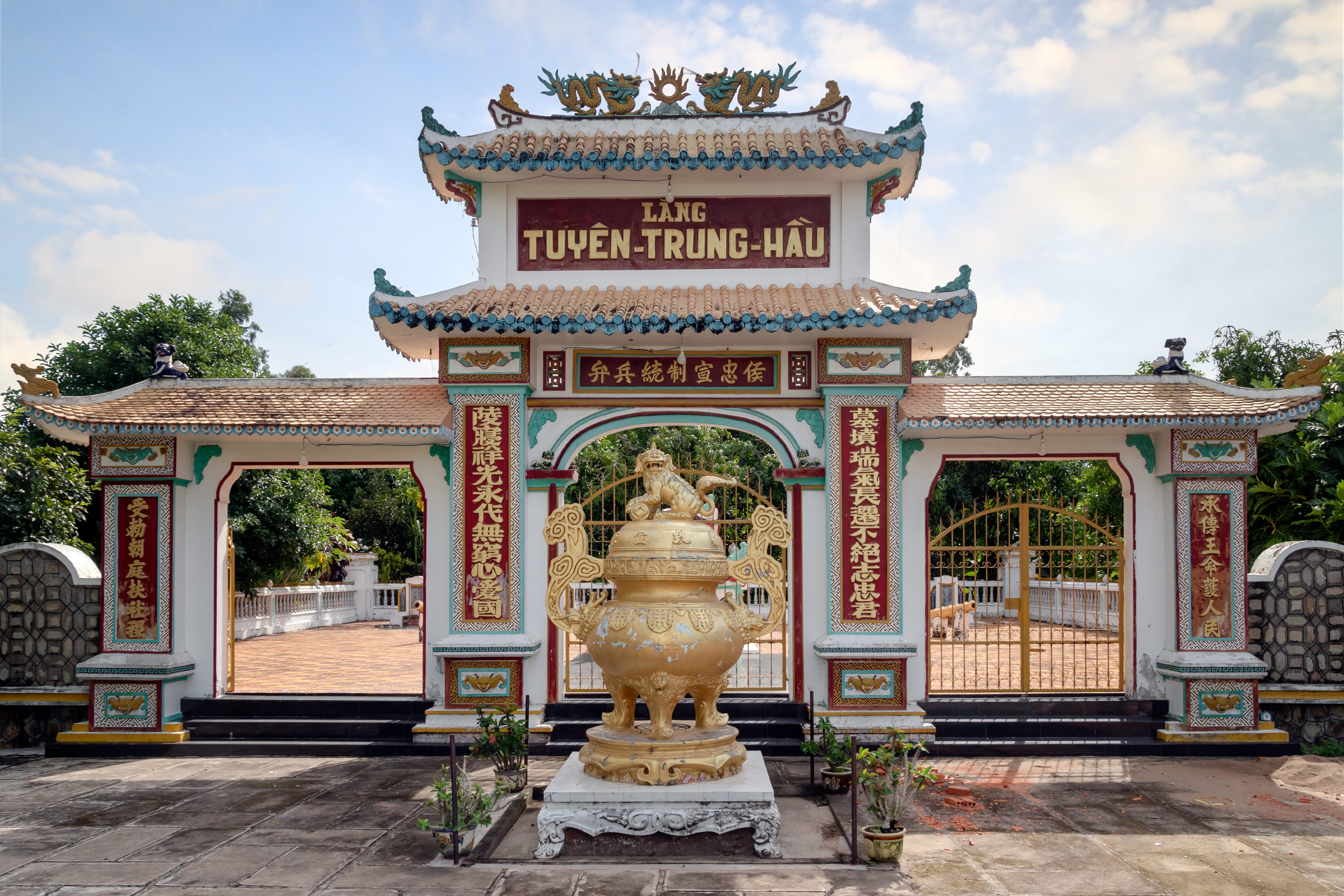
Cổng lăng Tuyên Trung Hầu
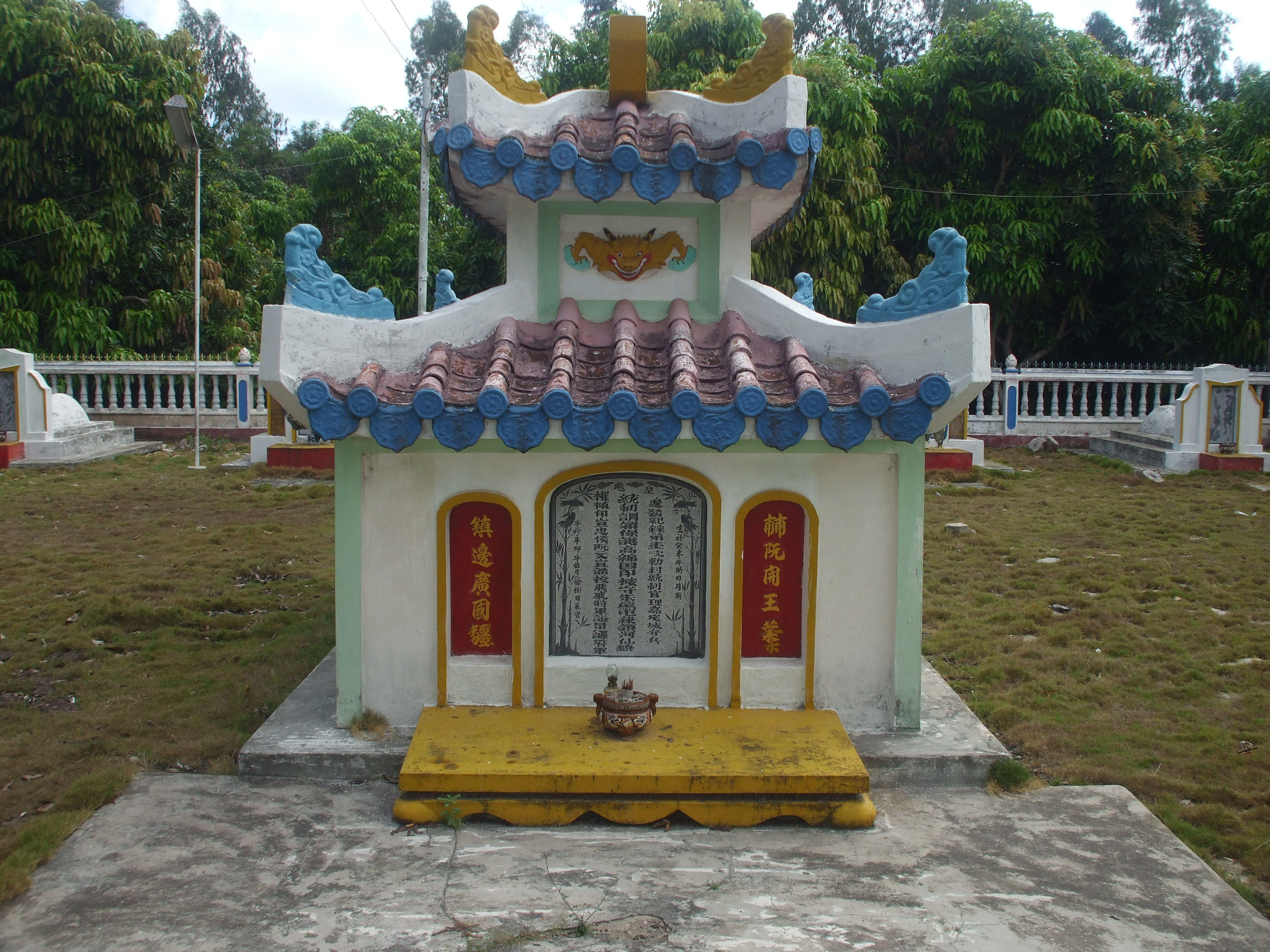
Mộ Tuyên Trung Hầu
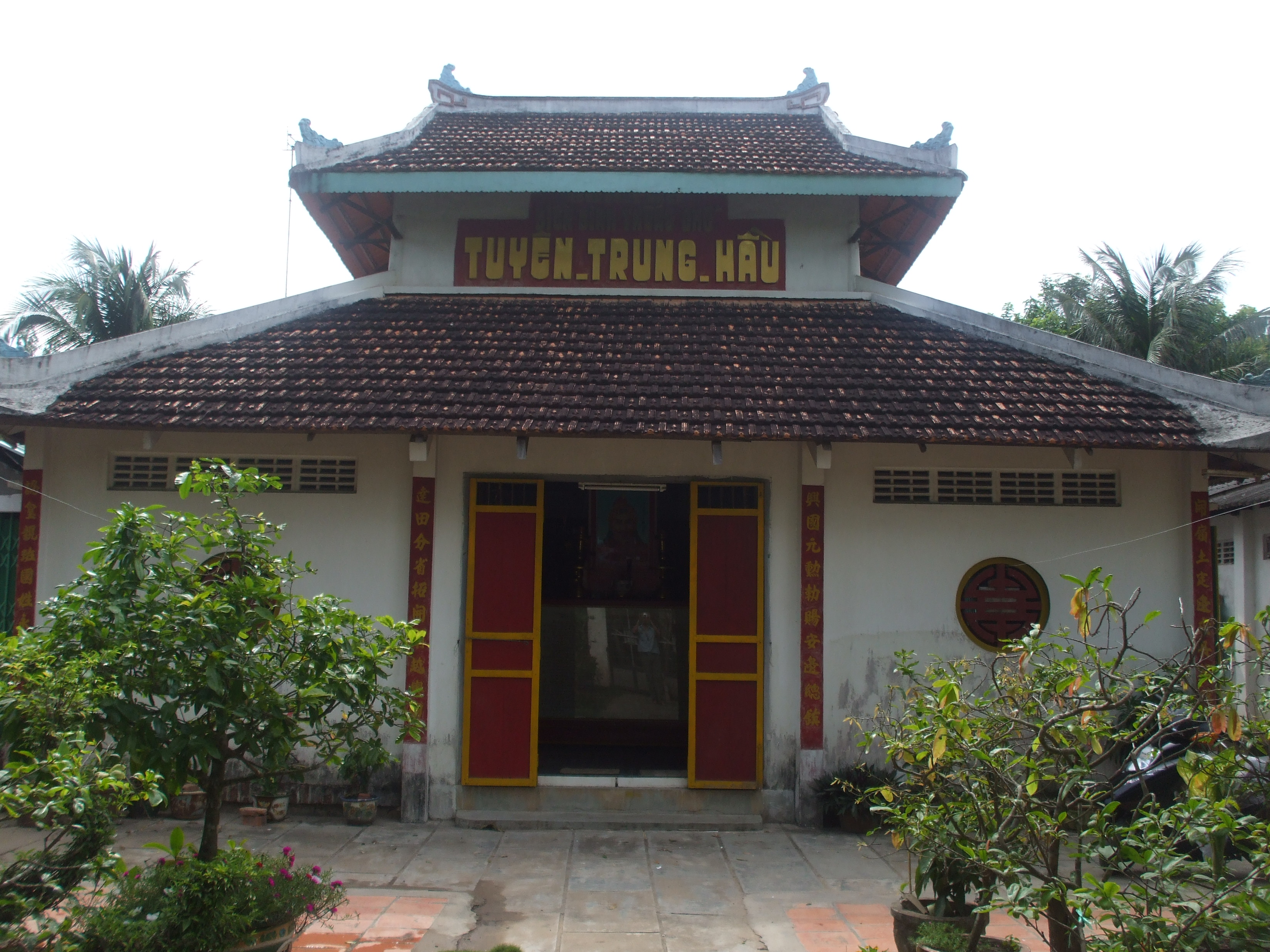
Đền thờ Tuyên Trung Hầu